# 梯訶波帝 (太公)
鄂瑙燦（ငနောက်ဆံ，發音：[ŋə naʊ̯ʔ sʰàɴ]，？—1400年11月），旧譯伽諾山，即梯訶波帝（發音：[θìha̰pətḛ]），是緬甸阿瓦王朝太公總督，1367年至1400年間在職。
梯訶波帝與阿瓦國王明基蘇瓦紹蓋有姻親關係，一說明基蘇瓦紹蓋納了梯訶波帝的姐妹為妃。梯訶波帝曾任王儲德勒帕耶的導師。1380年（或1381年）阿臘干王紹孟二世（Saw Mon II）去世時，梯訶波帝曾被明基蘇瓦紹蓋列為可推舉前往繼任阿臘干王的人選之一。
1400年，德勒帕耶繼位為王，梯訶波帝被召至阿瓦任職德勒帕耶的顧問。當德勒帕耶出現精神失常的症狀後，梯訶波帝暗殺了德勒帕耶，並自立為王。但阿瓦廷臣不接受梯訶波帝，隨即處死了他。